# Phùng Thị Thường
Phùng Thị Thường (sinh ngày 4 tháng 8 năm 1985) là nữ đại biểu quốc hội Việt Nam khóa XIV nhiệm kì 2016-2021, thuộc đoàn đại biểu quốc hội tỉnh Vĩnh Phúc. Bà là một trong 21 đại biểu không phải là đảng viên Đảng Cộng sản Việt Nam trúng cử đại biểu Quốc hội khóa XIV. Bà đã ứng cử và trúng cử đại biểu quốc hội lần đầu năm 2016 ở đơn vị bầu cử số 1, tỉnh Vĩnh Phúc, gồm có thành phố Vĩnh Yên, Thị xã Phúc Yên, các huyện Vĩnh Tường, Yên Lạc với tỉ lệ 51,14% số phiếu.

## Xuất thân
Phùng Thị Thường sinh ngày 4 tháng 8 năm 1985 quê quán ở thị trấn Tứ Trưng, huyện Vĩnh Tường, tỉnh Vĩnh Phúc.
Bà hiện cư trú ở Tổ dân phố Trại Giao, phường Khai Quang, thành phố Vĩnh Yên, tỉnh Vĩnh Phúc.

## Giáo dục
- Giáo dục phổ thông: 12/12
- Cử nhân Tài chính kế toán

## Sự nghiệp
Bà hiện là Phó Chủ tịch công đoàn cơ sở, Nhân viên nhân sự Công ty Trách nhiệm hữu hạn Shinwon Ebenezer Việt Nam.